# Lubożerdzie
Lubożerdzie (biał. Любажэрдзе; ros. Любожердье) – wieś na Białorusi, w obwodzie brzeskim, w rejonie łuninieckim, w sielsowiecie Dworzec.
W pobliżu znajduje się przystanek kolejowy Lubożerdzie, położony na linii Homel – Łuniniec – Żabinka.

## Historia
Przed II wojną światową folwark. W XIX-wiecznym Słowniku geograficznym Królestwa Polskiego opisywane jako głucha, zapadła, bezludna miejscowość.
W dwudziestoleciu międzywojennym leżały w Polsce, w województwie poleskim, w powiecie łuninieckim, do 18 kwietnia 1928 w gminie Kożangródek, następnie w gminie Łuniniec. Po II wojnie światowej w granicach Związku Sowieckiego. Od 1991 w niepodległej Białorusi.